# ОШ „Јован Цвијић” Бања Лука
ОШ „Јован Цвијић” једна је од основних школа у Бањој Луци. Налази се у улици Ђуре Јакшића 12. Име је добила по Јовану Цвијићу, знаменитом српском географу, научнику, универзитетском професору и академику.

## Историјат
Основна школа „Јован Цвијић” се налази у насељу Центар, некадашњем насељу Чаире. Настала је 1932. године спајањем мушке и женске основне школе и носилац је назива Четврта мјешовита народна основна школа. Школска зграда је имала четири учионице, зборницу и канцеларију за управитеља и налазила се на истој локацији на којој се и сада налази школски објекат. До почетка Другог свјетског рата похађало ју је између сто педесет и сто осамдесет ученика. За вријеме рата њемачка и хрватска војска су уништиле школу и њену архиву. Године 1945. је објекат саниран и школа је поново почела са радом са двеста педесет ученика. Године 1957. је добила име по Филипу Мацури (1917—1941), комунистичком илегалцу и партизанском диверзанту. Школске 1964—1965. је радила као осмогодишња, имала је 1334 ученика и шездесет и пет наставника. Изграђен је нови дио школе, а почела је и изградња спортске сале. Јануара 1966. су јој припојене подручне школе у Сарачици са сто седамдесет и четири ученика и у Чокорима са шездесет ученика. Највише ученика – 1745 је имала школске 1967—1968. У земљотресу 1969. школска зграда је оштећена па није радила до јануара 1970. када је завршена санација објекта. Изградњом основне школе „Змај Јова Јовановић” један број ученика и наставника је прешао у њу. Године 1993. је промијенила назив у данашњи, ОШ „Јован Цвијић”. Школске 2015—2016. је имала 637 ученика, четрдесет и два наставника и вјероучитеља православне вјеронауке. Добитник је општинских признања Повеља 1975. и Априлске награде 1982, као и републичке Двадесетпетомајске награде 1983. године.